# Otanmäki (kulle i Finland)
Otanmäki är en kulle i Finland.  Den ligger i Kajana i den ekonomiska regionen  Kajana ekonomiska region och landskapet Kajanaland, i den centrala delen av landet, 500 km norr om huvudstaden Helsingfors. Toppen på Otanmäki är 182 meter över havet.
Terrängen runt Otanmäki är huvudsakligen platt. Runt Otanmäki är det mycket glesbefolkat, med 3 invånare per kvadratkilometer. Närmaste större samhälle är Vuolijoki, 9,2 km nordväst om Otanmäki. I omgivningarna runt Otanmäki växer i huvudsak blandskog.